# Schistosoma japonicum
Schistosoma japonicum è un platelminta parassita appartenente all'ordine Strigeatida e alla famiglia Schistosomatidae. È uno dei patogeni responsabili della malattia nota come schistosomiasi.

## Anatomia e fisiologia
Le femmine adulte diventano molto più lunghe (26 mm) dei compagni maschili, che arrivano a sfiorare i 20 mm. La grandezza delle uova risulta essere 90x60 µm, ed hanno una forma ovale, la loro longevità li porta a vivere anche 10 anni.

## Riproduzione e sviluppo
Il suo ciclo vitale ricorda quello di un altro tipo di parassita, Schistosoma mansoni. Durante il miracidio lo schistosoma japonicum risiede in piccoli molluschi, da qui le cercarie si diffondono nell'acqua e nel fango delle risaie arrivando ad infestare organismi umani che lavorano nei campi addetti alla coltivazione del riso. Invadono le emorroidi arrivando all'intestino tenue. La femmina adulta riesce a produrre anche più di 3000 uova al giorno causando notevoli problemi per l'organismo ospitante. Oltre agli esseri umani questa forma colpisce i bovini e tanti altri animali.

## Epidemiologia
La sua diffusione è nota soprattutto in Cina, dove grazie ai continui alluvioni l'epidemia supera la normale portata dei fiumi e dei laghi, e nelle Filippine dove è stata calcolato che la popolazione a rischio sono più di 6 milioni di persone. Il parassita è meno diffuso in Indonesia, mentre in Malaysia esiste un suo ceppo.